# レナウン級巡洋戦艦
レナウン級巡洋戦艦（レナウンきゅうじゅんようせんかん Renown class battlecruiser) は、イギリス海軍の巡洋戦艦の艦級。同型艦は2隻（レナウン、レパルス）。第一次世界大戦後期に竣工した。海軍休日時代、レナウンは外観が一変するほどの大規模改装を受けたが、レパルスはその機会が無いまま第二次世界大戦に突入した。大戦初期は、ドイツ海軍のポケット戦艦やシャルンホルスト級戦艦対策に奔走している。東洋艦隊編入後のレパルスは太平洋戦争勃発直後のマレー沖海戦で沈没した。イタリアの降伏で地中海戦線がひと段落すると、レナウンは太平洋戦線に転戦し、インド洋や極東での作戦に従事した。

## 概要
レナウン級巡洋戦艦の建造は、イギリス海軍のフィッシャー第一海軍卿が第一次世界大戦中に巡洋戦艦の追加建造を要求したことに端を発する。1914年12月8日のフォークランド沖海戦では、イギリス海軍のインヴィンシブル級巡洋戦艦がドイツ帝国海軍の装甲巡洋艦を圧倒し、巡洋戦艦の威力を世界に知らしめた。フィッシャーが巡洋戦艦の急増を決意したのは、本海戦の影響があったという。
当初、アスキス内閣は戦争期間中に建造が間に合わないことを理由に難色を示したが、フィッシャーは15ヶ月という短期で建造するとして押し切った。このため、キャンセルされたリヴェンジ級戦艦（ロイヤル・サブリン型戦艦）の資材を流用して建造することとなり、その艦名も6番艦と7番艦の名前を流用したためにリヴェンジ（ロイヤル・サブリン）と同様に“ R ”から始まるものである。前級（巡洋戦艦タイガー）はサー・フィリップ・ワッツが設計したが、本級は新任の海軍造船局長サー・ユースタス・テニソン＝ダインコートが担当した。またレナウン級を2隻以上急造することは資材・兵装・機械の調達上難しかった。そこでレナウン級の設計を参考に、主砲の門数を制限し、装甲を軽防御として資材を節約、軽巡洋艦の機関を転用したカレイジャス級巡洋戦艦 (Courageous-class battlecruiser) が3隻建造された。
本級を設計したダインコートの回想によれば、まずフィッシャー元帥からバルト海侵攻作戦とドイツ通商破壊艦（軽巡エムデンなど）対策を兼ねた巡洋戦艦の建造を求められ、カレイジャス級巡戦3隻（カレイジャス、グローリアス、フューリアス）の設計に着手した。ダインコート達がカレイジャス級巡戦の基本設計にかかった時にフィッシャー元帥に呼び出され、「ロイヤルサブリン級戦艦として建造に着手した主力艦の設計を根本的に改めよ」と指示された。これがレナウンとレパルスであるという。
これらの高速大型艦艇はフィッシャー元帥の提唱する「高速は最良の防御」（アウトレンジ戦法）という思想を具現化したもので、4隻（レナウン、レパルス、カレイジャス、グローリアス）の主砲にはクイーン・エリザベス級戦艦やR級戦艦と同じく15インチ（38.1cm）砲を採用し、これを連装砲塔に収めて搭載した。レナウン級は15インチ連装砲塔3基（計6門）を備えたが、速力30ノットという至上要求を達成するため、防御が前級よりも薄弱な物となってしまった。このため、第一次大戦後に戦訓に基づいた防御力強化の改装を行った。その結果、ライオン級巡洋戦艦に相当する装甲を手に入れたが、それでもなお防御力の不足は否めなかった。
レナウン級巡洋戦艦1番艦レナウン (HMS Renown) 、本級2番艦レパルス (HMS Repulse) 、カレイジャス級巡洋戦艦3隻は、第一次世界大戦中に竣工した。1916年5月末のユトランド沖海戦には間に合わなかったが、1917年11月の第2次ヘリゴラント・バイト海戦にダインコートの設計した3隻（レパルス、カレイジャス、グローリアス）が参加している。

## 艦形

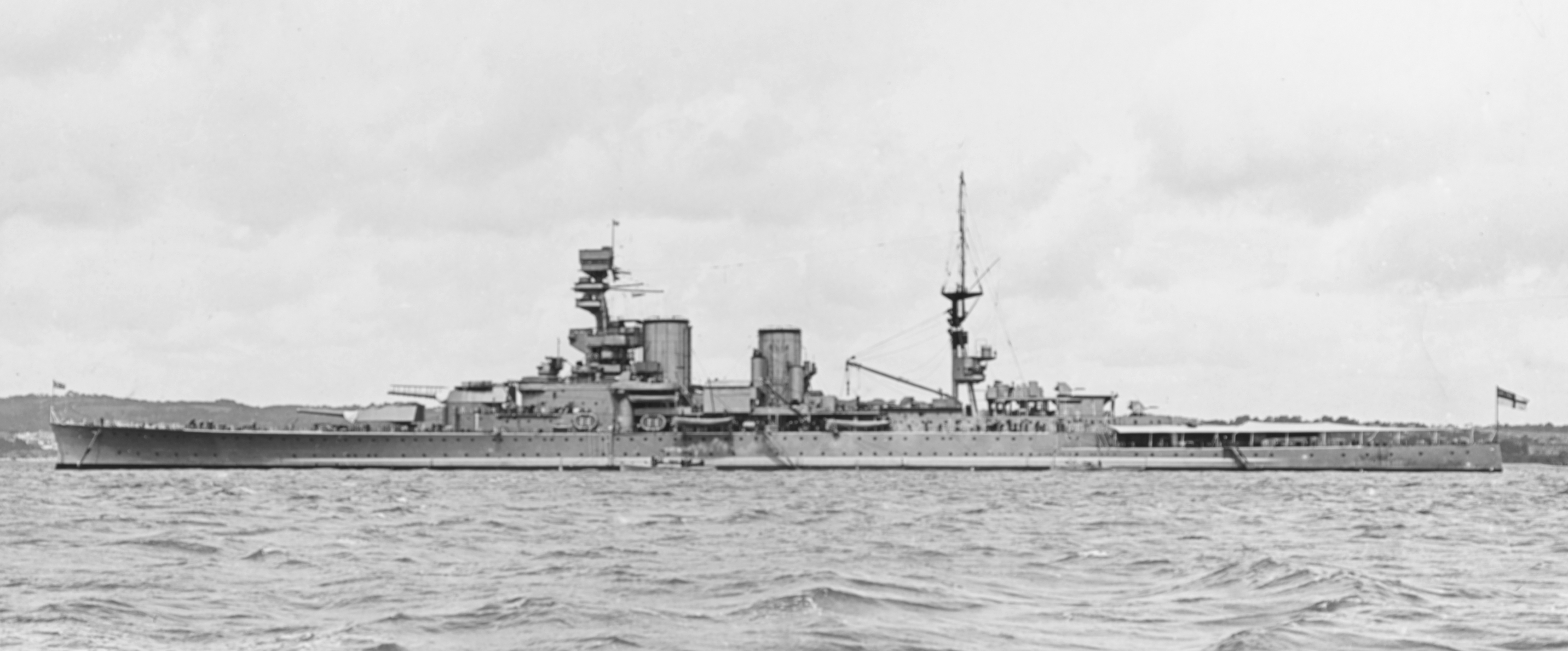
1928年のレナウン。2番主砲塔上に陸上機発艦用の台が設けられている

レナウン級の艦体は軽巡洋艦からデザインが発展したため、軽快でスタイリッシュな印象である。船体は長船首楼型船体で水面下に浮力確保の膨らみを持つ。艦首甲板にシア（傾斜）が若干付き、1番主砲塔に向けて甲板が軽く傾斜しており荒天時には容赦なく波に流された。ただ、元々軽量な艦体であったために荒天時の凌波性と安定性は申し分なかった。
艦首甲板上に新設計のMark I 38.1cm（42口径）砲を連装式の主砲塔に収めて背負い式に2基を配置。2番主砲塔の基部から甲板よりも一段高い艦上構造物が始まり、その上に操舵装置を組み込んだ司令塔が立つ。天蓋部に測距儀を乗せた司令塔を組み込んだ八角柱型の操舵艦橋の背後から、三脚式の前部マストが立つ。構成は頂上部に射撃方位盤室を持ち、中部に三段の見張り所をもっていた。前部マストの左右に副砲の10.2cm速射砲を三連装砲架で片舷1基ずつ2基を配置。船体中央部に2本煙突が立ち、2番煙突の背後に10.2cm三連装砲を1基配置した。左右舷側甲板上が艦載艇置き場となっており、前向きの三脚式の後部マストを基部とするクレーン1本により運用された。後部マストの後方に後部見張所が設けられ、後向きの三連装副砲が間隔の開いた背負い式2基を配置したところで船首楼と上部構造物は終了し、そこから甲板一段分下がって3番主砲塔1基を配置した。本級におけるレナウンとレパルスの識別点は2本煙突が2本とも同じ高さなものがレナウン、1番煙突のみ高いのがレパルスである。

### 就役後の近代化改装
|  |
|  |

就役後の1920年代に2番・3番主砲塔上に陸上機を運用するための滑走台が設けられた。魚雷発射管は水中2門であったが、53.3cm発射管を片舷4門ずつ計8門に増強して水上配置とした。

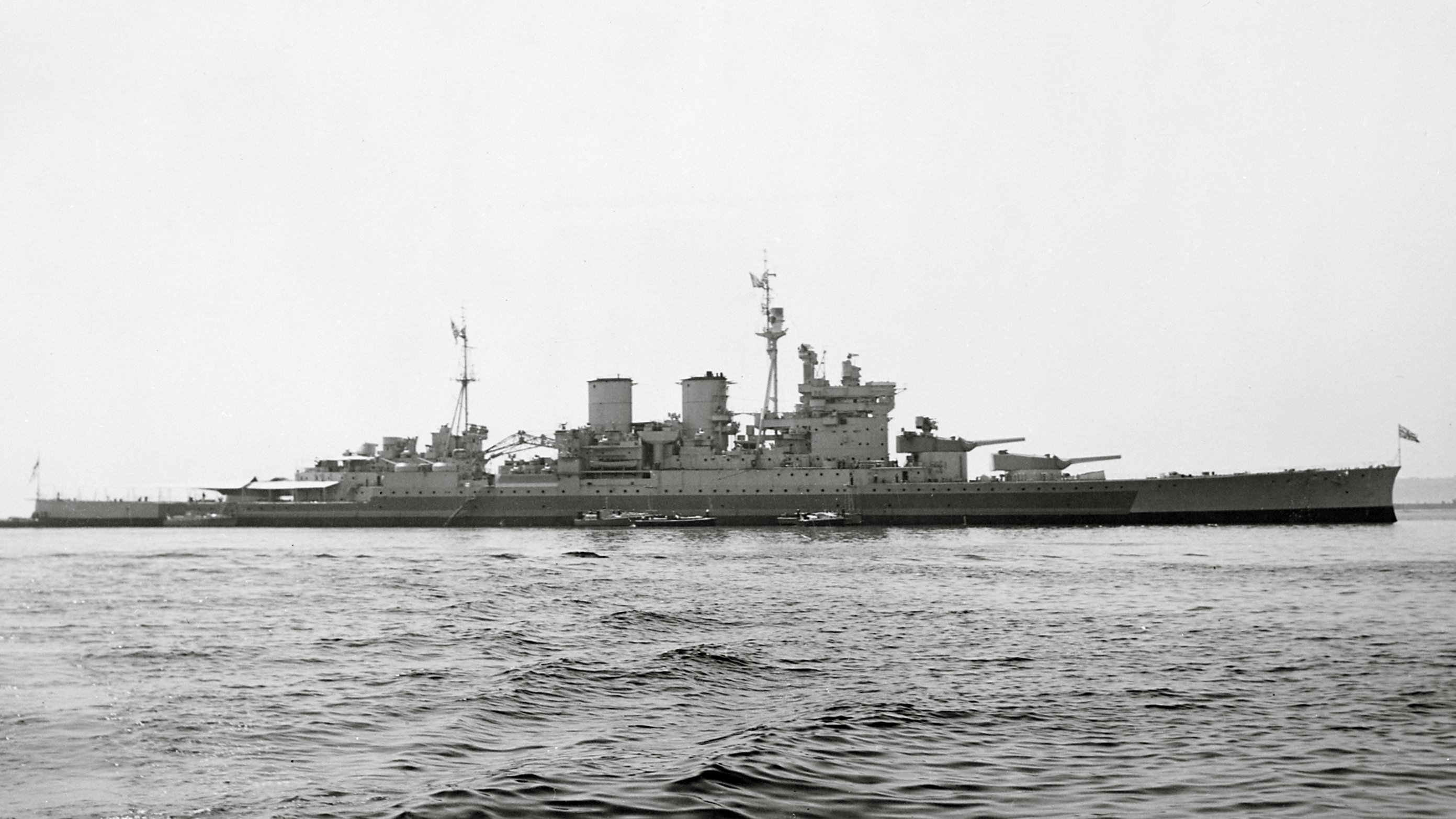
近代化改装後のレナウン（1945年8月2日撮影）

第二次世界大戦前に、レナウンのみ艦上構造物を新戦艦に準じた近代化改装が行われた。旧態化した容積不足の艦橋は近代的な塔型艦橋へと更新されて容積が増したために測距儀は艦橋上部に、射撃指揮装置は艦橋内に設けられたために三脚式の前部マストは簡略化されて艦橋の後方に移設された。この時に老朽化した機関をアドミラリティ式重油専焼三胴型水管缶8基とパーソンズ式ギヤード・タービン4基4軸推進に更新した際に、追い風時に艦橋に煤煙がかかる不具合が報告されていた2番煙突は後方に移動された。2番煙突の基部には艦載艇や水上機を収められる大型の格納庫が設けられ、その上に片舷1基ずつのトラス構造のクレーン計2基により運用された。中央部に甲板を左右に横切るカタパルトにより水上機は射出された。三脚式の後部マストは撤去され、替わりに後部上部構造物は箱型に拡大され、その上に簡素な単脚式の後部マストが立った。副砲の10.2cm三連装砲は全て撤去され、替わりに新型のMark III 1938年型 11.4cm（45口径）高角砲を連装砲架で艦橋側面から1番煙突側面にかけて片舷3基ずつと後部構造物上に片舷2基ずつの計10基を配置した。近接戦闘用にヴィッカーズ Mark VIII 4cm（39口径）ポンポン砲を8連装砲架で1番・2番煙突の間に片舷1基ずつと後部マストの後方に後向きで1基を配置していたこの改装の結果、吃水が竣工時の9.3を超える9.7mをも超過したため、レナウンの艦長は艦の凌波性が限界に達したと海軍省に報告した。
一方でレパルスは竣工当時と大しては変わらず、1933年～1936年にかけての改装で前部マストの基部にあるフラット部分は拡大されて1番煙突を基部とする巨大な三角形状のものとなり機関区はレナウンと同様に水上機格納庫を組み込んだ構造とした。
第二次世界大戦の開戦時からドイツ通商破壊艦の探索任務のため改装の機会が無く、新たに対空兵装として10.2cm（45口径）高角砲を防盾の付いた連装砲架で1番煙突の片舷に1基ずつの2基と後部マストの左右に片舷1基ずつの計4基を搭載した。1940年10月に後部マストの10.2cm三連装速射砲1基を撤去した場所に4cm8連装ポンポン砲1基を追加した。1941年1月ごろに後部マスト上に273型対水上レーダーを設置するとともに、近接火器としてエリコン2cm連装機銃6基を装備した。

## 武装

### 主砲

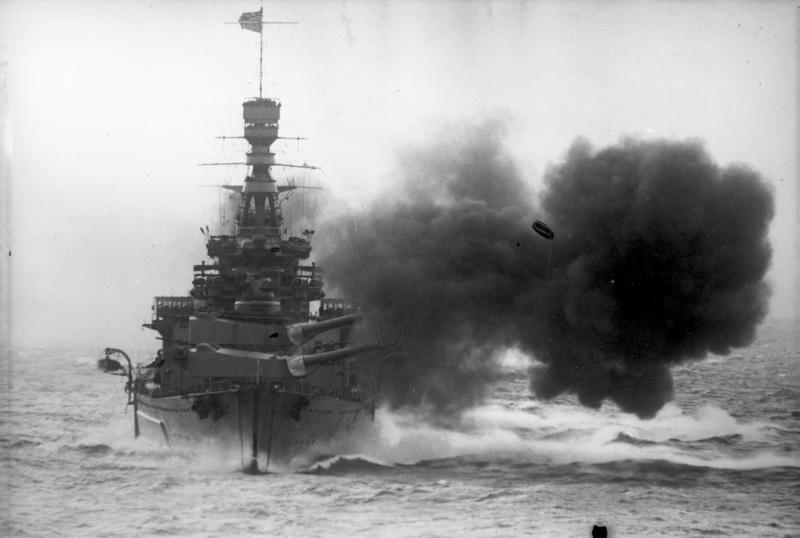
主砲斉射訓練中のレパルス。1929年撮影

レナウン級の前述通りに新設計のMark I 38.1cm（42口径）砲を採用している。これを連装砲塔に納めた。その性能は重量871kgの主砲弾を最大仰角20度で射距離21,702mまで届かせる事ができる性能で、射距離13,582mで舷側装甲305mmを、射距離18,020mで279mmを貫通できる性能であった。装填機構は自由角度装填で仰角20度から俯角5度の間で装填でき、発射速度は竣工事は毎分2発であった。砲身の仰角は15度・俯角5度で動力は蒸気ポンプによる水圧駆動であり補助に人力を必要とした。旋回角度は左右150度だった。
リヴェンジ級で採用された1912年型38.1cm（42口径）砲は元設計では4基搭載の予定であったが、高速性能の為に主砲塔1基と戦艦並の装甲を下ろし、替わりに浮いた重量を機関重量に充てた為に3基となった。遠距離での公算射撃に必要な門数は最低6門であり、これ以上は削れないギリギリの選択であった。これを前2基、後1基搭載した。

### 副砲等

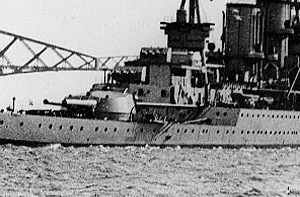
レパルスの後部三連装副砲。砲塔のように見えるが、前半分のみ囲った装甲カバーである。1916年撮影

副砲は、当時のイギリス戦艦の備砲として速射性を重視して1913年型 10.2cm（45口径）速射砲を採用し、これを3連装砲架で5基と単装砲架で2基の計17門を、三脚檣の両脇に3連装砲架を1基ずつ、二番煙突と後部三脚檣との間の中央部甲板上に1基、後部三脚檣の背後に背負い式で2基を配置した。同単装砲は副甲板の2番煙突脇に1基ずつである。最大、前方向に8門、左右方向に13門、後部方向に6門の充分な火力を有していた。尚、この砲架は機力装填でなく人力装填だが、乗員の練度によっては機力に負けない速射成績を出せた。

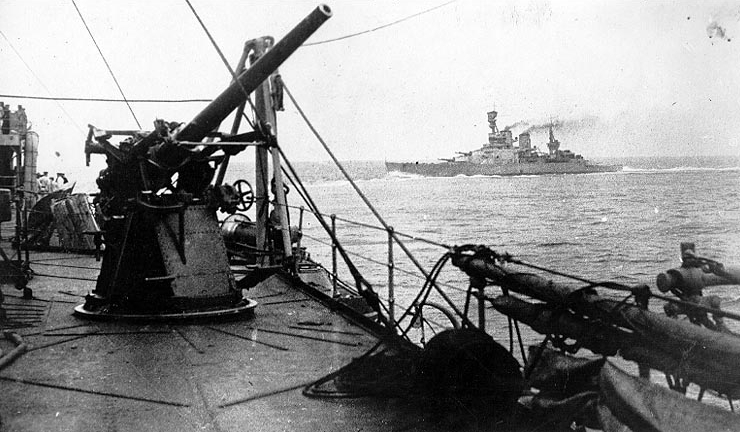
レナウンの7.6cm砲

その他に対水雷艇用に7.6cm（50口径）砲を単装砲架で2基で副甲板の2番主砲塔脇に1基ずつ装備した。7.6cm（50口径）砲を16門、7.6cm（40口径）高角砲を6門、礼砲用に4.7cm（40口径）単装砲1基、53.3cm水中魚雷発射管2基を1番主砲塔手前に1門ずつ装備した。魚雷発射管室は艦橋直下にあった。その後、レパルスより水上魚雷発射管を増設する工事をおこなった。
近代化改装後のレナウンのみ新たに副砲兼高角砲として新設計の「Mark III 1938年型 11.4cm（45口径）高角砲（QF 4.5-inch Mk I – V naval gun）」を採用した。その性能は重量39.5kgの主砲弾を仰角45度で最大射程18,970mまで、最大仰角80度で最大射高12,500mまで届かせる事ができる性能であった。装填機構は自由角度装填で発射速度は毎分12発であった。砲身の仰角は80度・俯角5度で動力は電動駆動であり補助に人力を必要とした。旋回角度は左右方向を0度として左右150度の旋回角が可能であった。一方、レパルスは7.6cm高角砲の代わりに新型の「10.2cm（45口径）高角砲」を採用した。その性能は重量39.5kgの主砲弾を仰角45度で最大射程18,970mまで、最大仰角80度で最大射高12,500mまで届かせる事ができる性能であった。装填機構は自由角度装填で発射速度は毎分12発であった。砲身の仰角は80度・俯角5度で動力は電動駆動であり補助に人力を必要とした。旋回角度は左右方向を0度として左右150度だった。

## 船体と防御様式

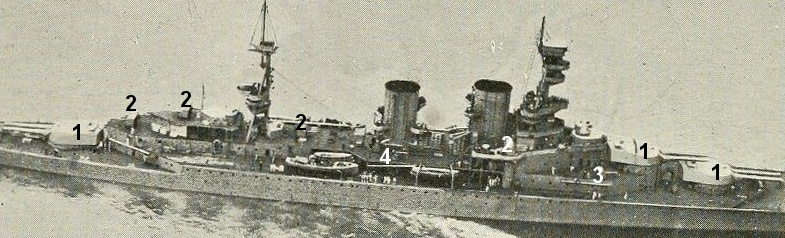
1918年のレパルス。舷窓で判るように水線部のみ装甲が張られていなかった

レナウン級の防御様式は船体中央部にのみ装甲を配置する集中防御を採用していた。前級よりも火力と高速力に重量を割いたために防御重量は犠牲となり、前型であるタイガーが舷側に229mm防御を貼ったのに対し、レナウン級は舷側水線部には中央部に152mm、艦首尾部には38mm装甲が貼られるなど全体的に薄かった。しかし、水線下にはイギリス巡洋戦艦にして初のバルジを装着したクラスだった。
主甲板部には機関区の上面のみ76mm装甲が張られ、弾薬庫上面は51mmと格段に薄かった。主砲塔は前盾と後盾には279mmと厚かったが、側盾は178mmから228mm、天蓋部のみ108mmであった。主砲塔のバーベットは甲板上に露出した箇所のみ178mm装甲が張られたが、甲板から下は102mmでしかなかった。司令塔は前部のみ254mmで後部は51mmでしかなく、天井部のみ152mmであった。司令塔は最厚部で254mmであった。
全体的にレナウン級の防御はそれ以前の13.5インチ砲巡洋戦艦ライオン級やタイガー級と比較しても薄く、本級よりも防御に優れたクイーン・メリーがユトランド沖海戦において格下の12インチ砲巡洋戦艦からの1発であっけなく爆沈した事実を戦訓と照らし合わせると本級の防御力は格下の相手に対し不十分なものであった。
そのため、第一次大戦後の1923年から1926年に小改装時に舷側装甲を前級並みの229mm装甲に換装した。その時に元の152mm装甲は無駄にせずに229mm主装甲の上に張る事で最上甲板の側面部の防御強化とした。この改装実績を元に1930年代に2隻とも甲板防御を機関区上面は127mmに、弾薬庫上面は102mm装甲に換装して強化した。この改装でレナウンは対魚雷防御を強化したのに対し、レパルスは対艦防御を強化するなど改装の内容が異なった。
ヴェーザー演習作戦にともなう1940年（昭和15年）4月9日のロフォーテン沖海戦では、レナウン（ホイットワース提督旗艦）と、リュッチェンス提督が率いるシャルンホルスト級戦艦2隻と交戦した。レナウンは28センチ砲を数発被弾し、シャルンホルスト級2隻（グナイゼナウ、シャルンホルスト）もレナウンの15インチ砲を撃ち込まれたが、双方とも軽微な被害であった。悪天候に苦労しながらの海戦は、決着がつかないまま物別れに終わった。

## 機関

### 建造時
1914年度戦時計画のレナウン級は、12万馬力、32ノットを目標性能とし、当初は蒸気圧力の高い主缶と新型タービンとで5万5000馬力×2の新式軽量機関の搭載を予定した。しかし、開発に時間をとる事による艦の完成遅延を懸念して、巡洋戦艦「タイガー」の主機関に出力増大の改正を加えて11万2000馬力、30.5ノットと設計された。
タイガーはB＆W混燃缶39基、ブラウン・カーチス式直結タービン2組の4軸推進艦で、8万5000馬力、28ノットの計画に対して実際には10万8000馬力、29ノットを発揮した。レナウン級は、主缶の重油専燃化と3基の増載とで4000馬力と2.5ノットを増加し、B＆W大径水管缶42基を搭載した。前から順に第1～第6缶室を置き、第1に3基、第2に7基、第3～第6に各8基を設置した。蒸気性状はクイーン・エリザベス級と同じだった。
主機の形式と推進方式はタイガーと同様で、本級は直結タービンを搭載した最後の英主力艦である。高圧タービン、低圧タービン、高圧後進タービン、低圧後進タービンで構成され、巡航タービンはない。高圧タービンと高圧後進タービン、低圧タービンと低圧後進タービンは、それぞれ1つのケーシング内に収められていて、前者は外軸を、後者は内軸を駆動していた。後部左右機械室には復水器を2基ずつ収めた。
公試結果は良好で、レナウンは12万6300馬力、32.58ノット、レパルスは11万9025馬力、31.725ノットを発揮した。レナウンは後に機関を換装したが、レパルスは最後まで新造時のままだった。

### 1936年以降のレナウン

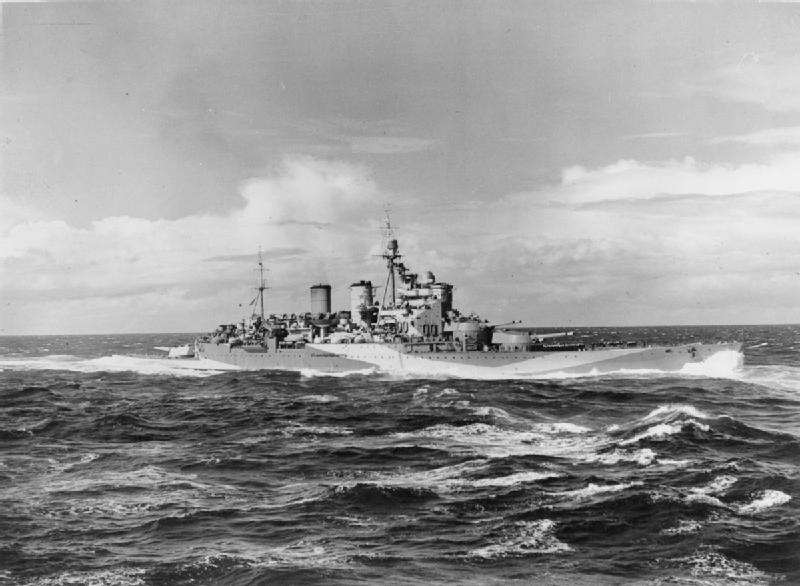
インド洋を航行する大改装後のレナウン

レナウン級のうち、レナウンはドイツ海軍の巡洋戦艦（ドイッチュラント級、シャルンホルスト級）やフランスのダンケルク級戦艦に触発されて再建造に近い大改装が行われた。
レナウンは、1936年からの改装で主ボイラーをアドミラリティ式加熱器つき三胴型細径水管缶とパーソンズ式ギヤード・タービンに更新した。機関配置はボイラー室は4枚の横隔壁と中央隔壁で10室に分かれており、そこに艦首側1番・2番ボイラー室は廃止されて補機室となり、残りの3番～10番ボイラー室にボイラーを1基ずつ収めた。推進器室は新たに横隔壁を追加して8室となり艦首側機関区にボイラーをの1室辺り1基ずつ配置し、艦尾側の機関区に減速機4基を配置してスクリューシャフトを駆動した。
この改装により公試において12万0500馬力を発揮し、浅い海面において29.93ノットを発揮した。機関部重量は出力を減じることなく約2800トンの軽量化に繋がり、航続距離も延伸したが、就役時よりも最高速度は低下した。

## 同型艦
レナウン
フェアフィールド造船所にて1915年起工、1916年進水、同年竣工。1923年5月から1926年4月にかけてポーツマス海軍工廠にて小改装実施、1936年から1939年にかけて近代化改装実施。第二次世界大戦では、大西洋攻防戦やノルウェー戦でポケット戦艦やシャルンホルスト級戦艦対策に奔走、地中海攻防戦ではイタリア王立海軍のリットリオ級戦艦や大改装高速戦艦と対峙しつつ、マルタを巡る作戦に従事した（スパルティヴェント岬沖海戦、クラブラン、マルタ補給船団など）。太平洋戦争では、東洋艦隊に所属して東南アジア方面の反攻作戦に従事した。1945年に除籍後、宿泊艦として使用。1948年に解体業者に売却され解体処分。
レパルス
クライドバンク造船所にて1915年起工、1916年進水、同年竣工。1918年2月、日本海軍の第二特務艦隊将兵が見学。同年5月から1921年4月にかけて小改装実施、1933年から1939年にかけて近代化改装実施。1941年5月、ライン演習作戦にともなうドイツ戦艦ビスマルク追撃作戦に参加（レナウンもH部隊として参加）。同年末に東洋艦隊に編入され、Z部隊として行動する。太平洋戦争勃発直後のマレー沖海戦において、日本海軍の九六式陸上攻撃機と一式陸上攻撃機の航空攻撃をうける。爆弾1発と魚雷5本が命中して南シナ海（北緯3度30分 東経104度30分 / 北緯3.500度 東経104.500度）で撃沈された。